# Åsmund Frægdegjevar (album)
Åsmund Frægdegjevar è il primo album completo del gruppo folk metal norvegese Lumsk. È stato pubblicato il 25 agosto 2003 dalla casa discografica Spikefarm.

## Tracce
1. Det var Irlands kongi bold – 2:08
2. Ormin lange – 4:44
3. Skip under lide – 5:34
4. I trollehender – 3:11
5. Hår som spunnid gull – 2:08
6. Slepp meg – 4:23
7. Skomegyvri – 6:24
8. Olafs belti – 4:45
9. I lytinne två – 3:54
10. Langt nord i Trollebotten – 3:33
11. Fagran fljotan folen – 7:23
12. Kampen mot bergetrolli – 4:07
13. Der e ingin dag'e – 6:06